# Cheumatopsyche robusta
Cheumatopsyche robusta is een schietmot uit de familie Hydropsychidae. De soort komt voor in het Nearctisch gebied.